# Vidal de Jesus

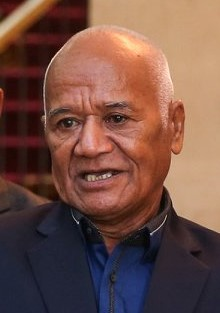
Vidal de Jesu (2020)

Vidal de Jesus (* 5. Mai 1952 in Same in Portugiesisch-Timor), Kampfname Comandante Riak Leman, ist ein Politiker aus Osttimor. Er ist Mitglied der Partido Social Democrata (PSD). Er stammt aus dem Westteil des Landes (Loro Munu) und ist Präsident der Conselho dos Combatentes Libertação Nacional CCLN (deutsch Rat der Veteranen der Nationalen Befreiung).

## Werdegang

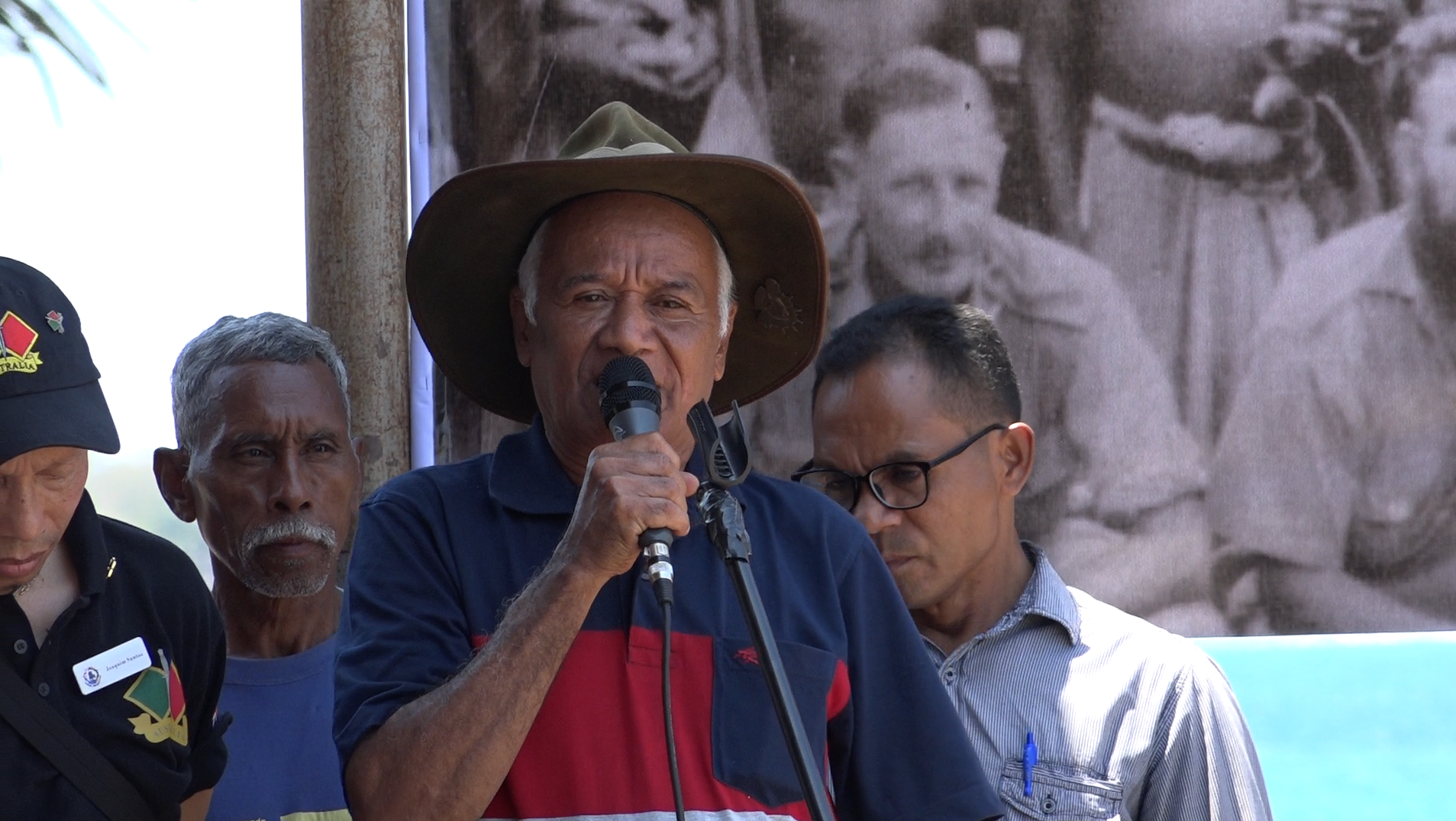
Riak Leman in seiner Heimat in Betano (2018)

Jesus besuchte die Schule bis zur vierten Klasse. Während der indonesischen Besatzung kämpfte er gegen die Invasoren und war ab 1998 Sekretär des Conselho Nacional de Resistência Timorense (CNRT) in der Region 4 (Ermera, Liquiçá, Bobonaro und Cova Lima). Dafür erhielt Jesus 2006 den Ordem da Guerrilha und 2018 den Ordem de Timor-Leste.
Bereits bei den Wahlen zur verfassunggebenden Versammlung wurde Jesus für die PSD Abgeordneter. Aus der Versammlung wurde 2002 mit der Wiederherstellung der Unabhängigkeit das Nationalparlament Osttimors. Bei den Neuwahlen 2007 gewann Jesus erneut einen Sitz im Parlament. Hier war er PSD-Fraktionschef, Mitglied der Kommission für Außenangelegenheiten, Verteidigung und Nationale Sicherheit (Kommission B) und der Kommission für Beseitigung der Armut, ländliche und regionale Entwicklung und Gleichstellung der Geschlechter (Kommission E). Zu dieser Zeit war Jesus außerdem stellvertretender Vorsitzender der PSD.
Bei den Parlamentswahlen 2012 war Jesus auf Platz 26 der Wahlliste der PSD vertreten. Allerdings scheiterte die PSD an der Drei-Prozent-Hürde. Jesus unterstützte bei den Präsidentschaftswahlen 2012 den späteren Wahlsieger Taur Matan Ruak.
Am 10. Oktober 2012 wurde Jesus vom Parlament in den Staatsrat gewählt.